# Aceite de sésamo

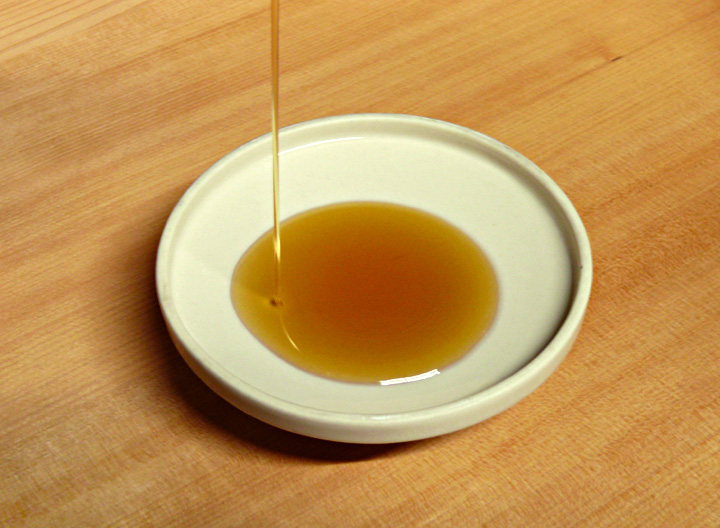
Aceite de sésamo.

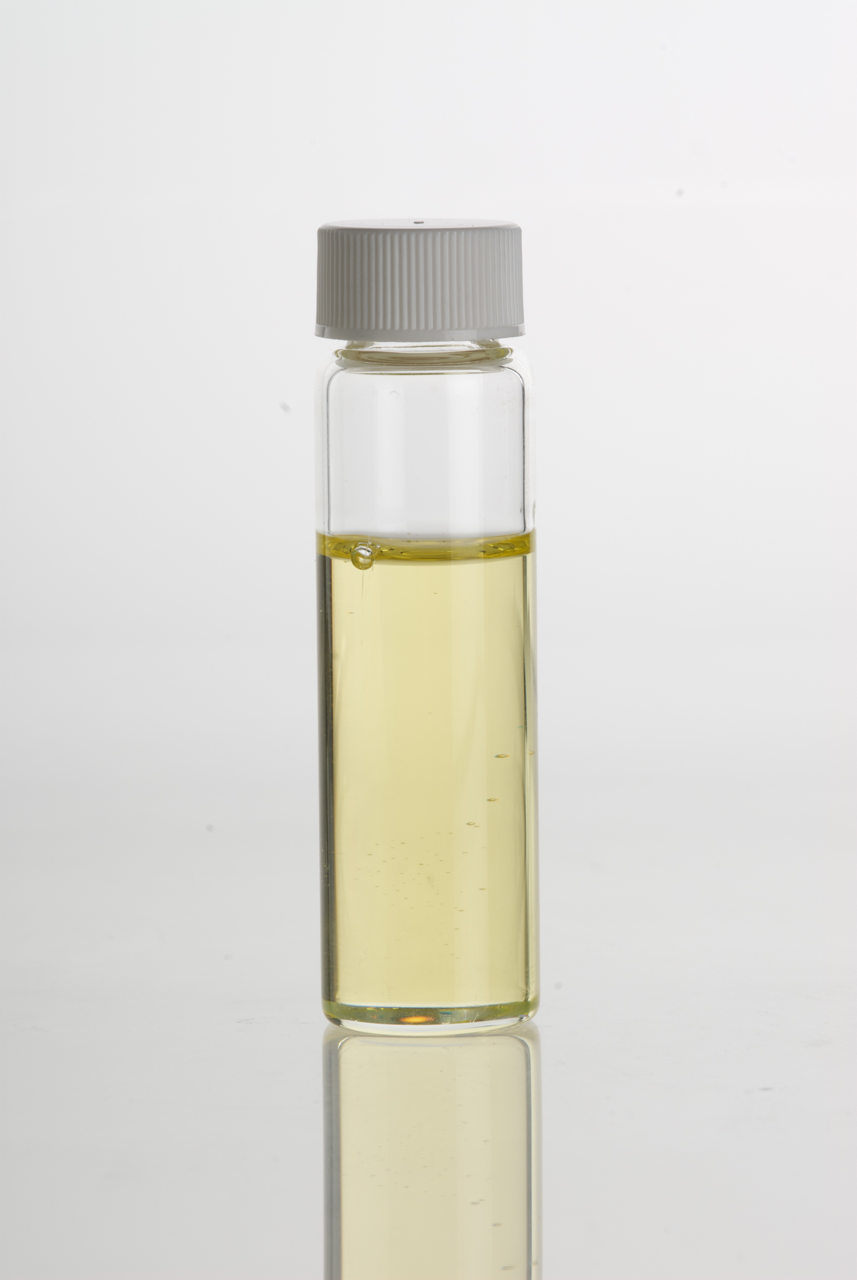
Aceite de sésamo en un vial de vidrio transparente.

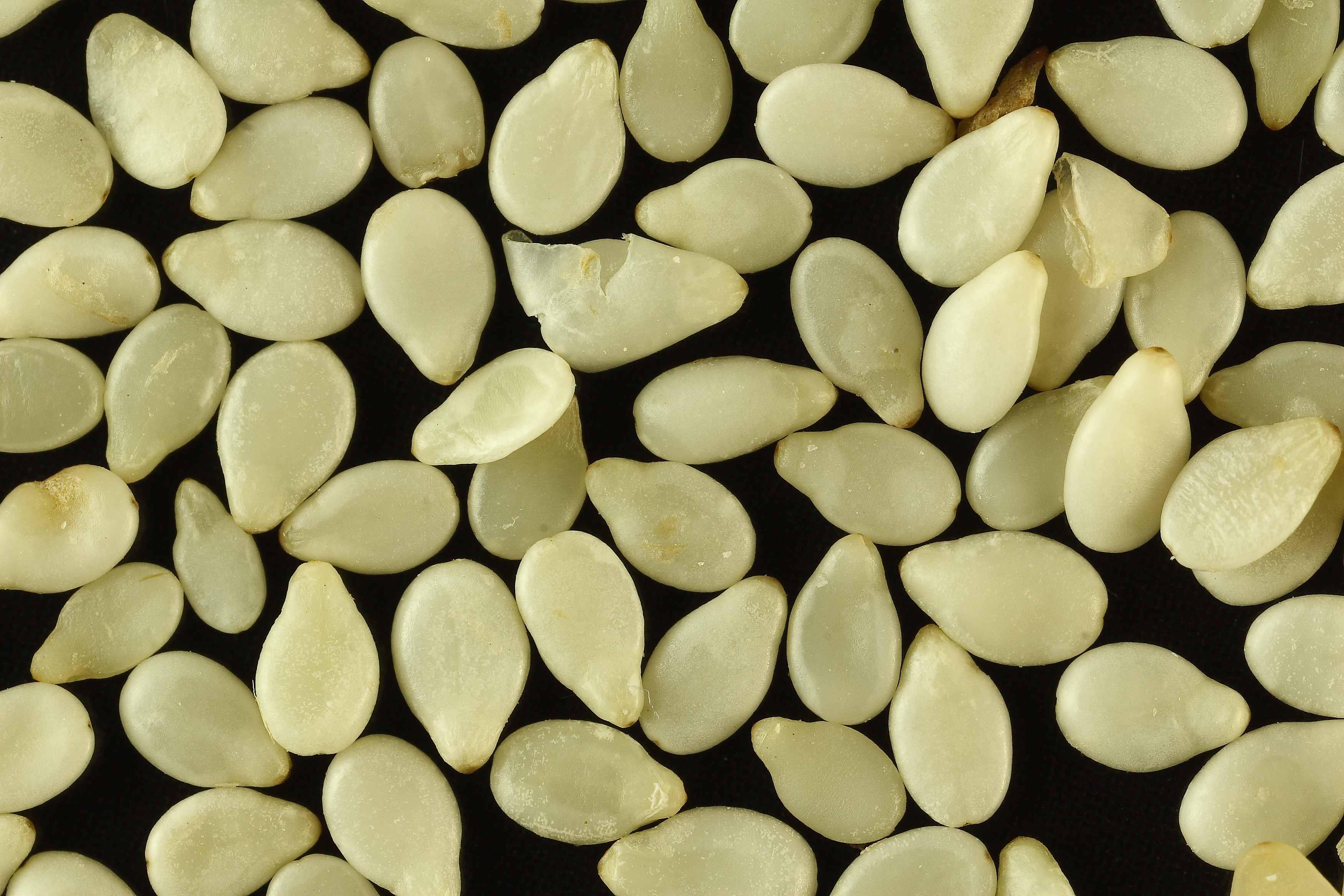
Semillas de sésamo blanco.

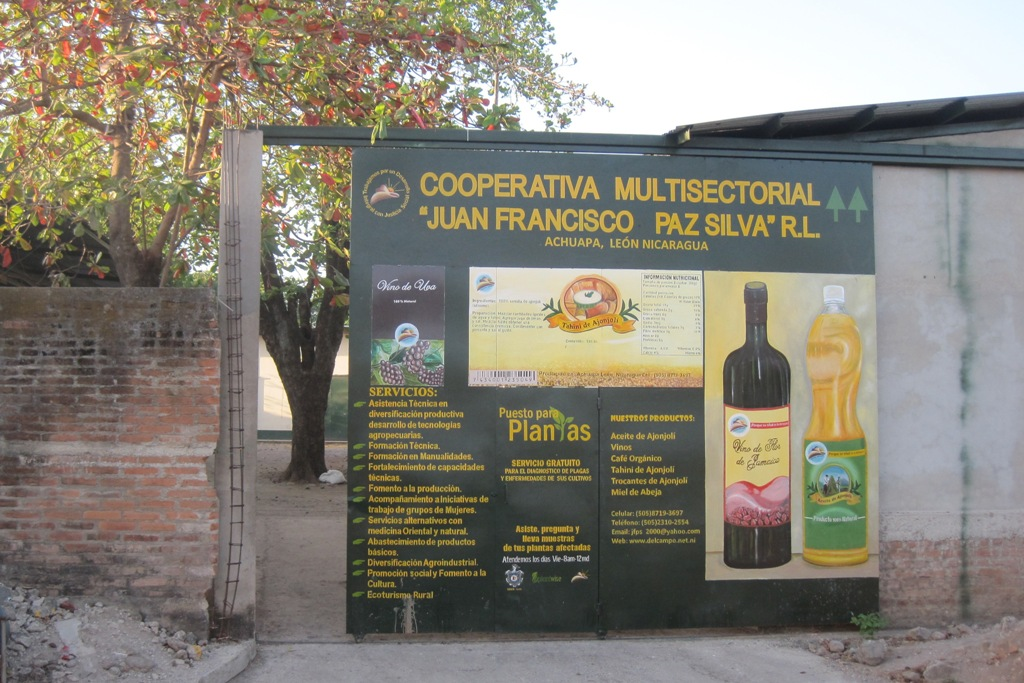
Cooperativa en Achuapa, Nicaragua, que produce aceite de sésamo.

El aceite de sésamo es un aceite vegetal derivado de las semillas del sésamo (también llamado ajonjolí), tiene un aroma distintivo y su sabor recuerda a las semillas de que procede. Se emplea como aceite de cocina en las cocinas del sudeste de Asia como reforzador del sabor, por ejemplo aliñando unos fideos.

## Composición nutricional
El aceite de sésamo se compone de los siguientes aceites y ácidos grasos:
| Ácidos grasos | Nomenclatura | Mínimo | Máximo |
| ------------- | ------------ | ------ | ------ |
| Palmítico     | C16:0        | 7.0 %  | 12.0 % |
| Palmitoleico  | C16:1        | trazas | 0.5 %  |
| Esteárico     | C18:0        | 3.5 %  | 6.0 %  |
| Oleico        | C18:1        | 35.0 % | 50.0 % |
| Linoleico     | C18:2        | 35.0 % | 50.0 % |
| Linolénico    | C18:3        | trazas | 1.0 %  |
| Eicosenoico   | C20:1        | trazas | 1.0 %  |

## Gastronomía de Asia

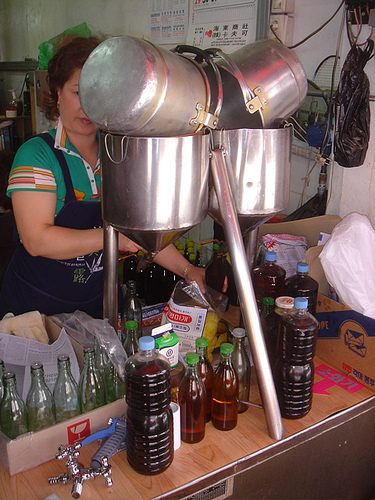
Embotellado de aceite de sésamo en el Mercado Moran, Corea del Sur.

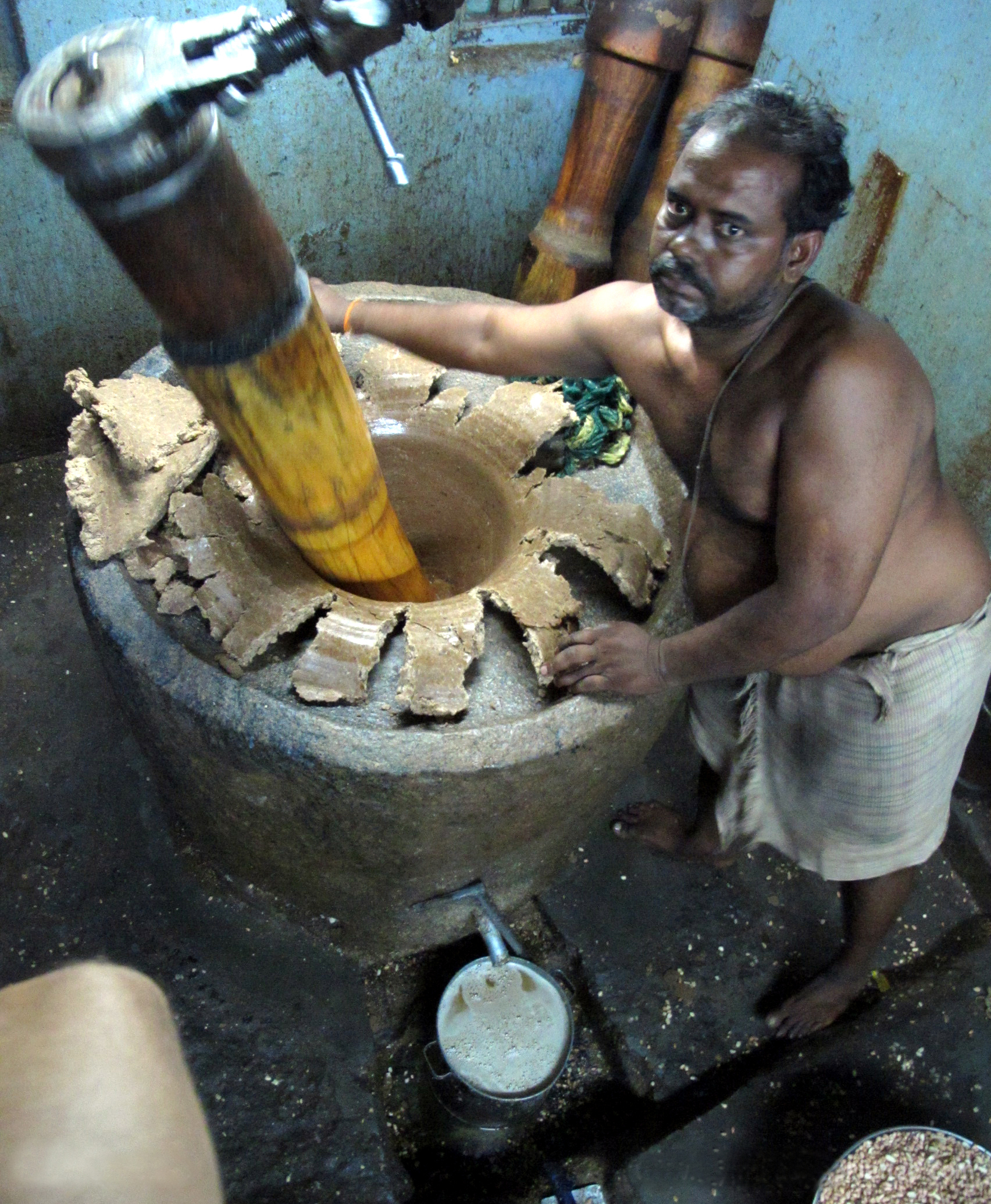
Extracción de aceite de las semillas de sésamo en una aldea tamil de la India.

El aceite de sésamo empleado en la cocina de Asia deriva, por su color oscuro y su aroma, de semillas de sésamo tostadas. Se emplea a menudo en la cocina china y coreana, generalmente añadiéndolo al final del cocinado con el objeto de dar sabor. No se emplea como un medio para freír (como puede ser el aceite de cacahuete) y por eso se vende en frascos pequeños. Es muy frecuente emplear una gota en las sopas en el momento de servir. Hay muchas variaciones en el color del aceite del sésamo, el aceite que ha sido prensado en frío del sésamo no tiene color, mientras que el aceite indio del sésamo (gingelly) es comúnmente de un color marrón oscuro.
El aceite prensado en frío del sésamo no tiene el sabor del aceite chino del sésamo, debido a que se produce directamente de las semillas no tostadas crudas de las semillas de sésamo.

## Información nutricional
- Abundante en ácidos grasos polinsaturados ricos en omega 6.
- Contiene zinc y gran cantidad de minerales.
- Su gran aporte de vitamina E ayuda, además del beneficio vitamínico para el consumidor, a que no se enrancie el aceite.
- El aceite de sésamo contiene fosfolípidos y lecitina. Esto es vital para el pensamiento y la memoria ya que el cerebro de una persona sana tiene entre un 20 a 25 % de fosfolípidos, mientras que el de una persona con algún trastorno o enfermedad mental apenas suele llegar al 10 %.

## Ayurveda
El aceite de sésamo es un elemento primordial en la medicina ayurveda. Se utiliza en gran medida para consumo y calentado para masajes, destinado a tratar trastornos del sistema nervioso.